# U 995 (Kriegsmarine)
U 995 is een Duitse U-boot uit de Tweede Wereldoorlog van het type type VIIC. Hij is in 1943 gebouwd door Blohm & Voss in Hamburg.

## Tijdens de oorlog
Tijdens de Tweede Wereldoorlog opereerde U 995 op de Noordzee, vanuit Noorwegen. De U-boot heeft in totaal zes schepen tot zinken gebracht waaronder vier koopvaardijschepen en een Sovjet patrouillevaartuig. Commandanten waren van 1943-1944 Walter Köhntopp en van 1944-1945 Hans-Georg Hess.

## Na de oorlog
In 1952 nam de Koninklijke Noorse marine deze onderzeeboot in gebruik onder de naam "Kaura"; hij was eerder in handen geweest van het Verenigd Koninkrijk.
In 1962 werd de duikboot teruggegeven aan de Bundesmarine en teruggebracht naar de toestand zoals die in oorlogstijd was. Hij werd als technische museumboot geopend op 13 maart 1972, aan zee, vlak voor het marinemonument in Laboe bij Kiel. Hij is eigendom van de Duitse Marinebond.
U 995 is het laatste nog bestaande exemplaar van het type VII C.